# Salén Reederei
Die Salén Reederei (schwedisch: Salén Rederierna AB, Salén Rederiet, auch Stockholmsrederiet Salén) bestand von 1915 bis 1984. Zeitweise zählte sie zu den größten schwedischen Schifffahrtsunternehmen.  Von 1942 bis 1977 betrieb sie auch mehrere Werften.

## Geschichte

### Der Beginn
Gegründet wurde das Unternehmen von Sven Salén. Dieser nahm 1915 nach Abitur und Wirtschaftsstudium in Göteborg Geld zum Kauf des ersten kleinen Motorschiffes, der Robur auf. Dazu kaufte er zwei kleine Küstensegler, die er in der Küstenfahrt einsetzte.

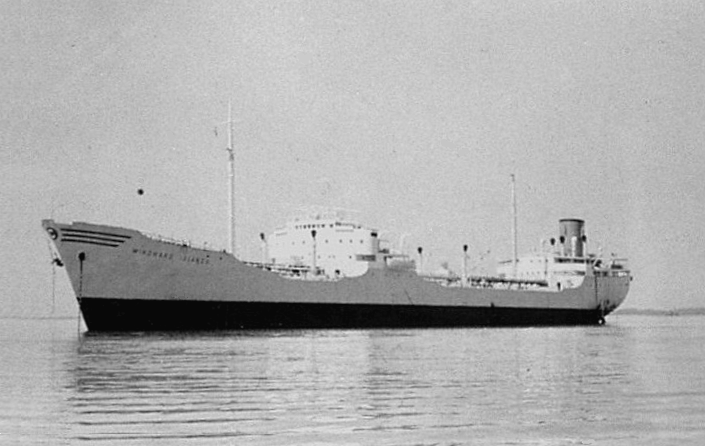
Tankschiff Windward Island 1959–1960

### Kühlschiffe
Im Jahr 1922 tat sich Salén mit dem norwegischen Reeder Carl Mathiesen zusammen, um einen Bananenimport nach Schweden zu beginnen. Saléns begann daraufhin die Kühlschiffsreederei A/B Banantransport (Salén) in Stockholm aufzubauen. Anfangs wurden gebrauchte Schiffe eingesetzt, aber 1931 übernahm er mit der im norwegischen Fredriksstad gebauten R. H. Sanders den ersten Fruchtschiffsneubau.

### Tankschiffe

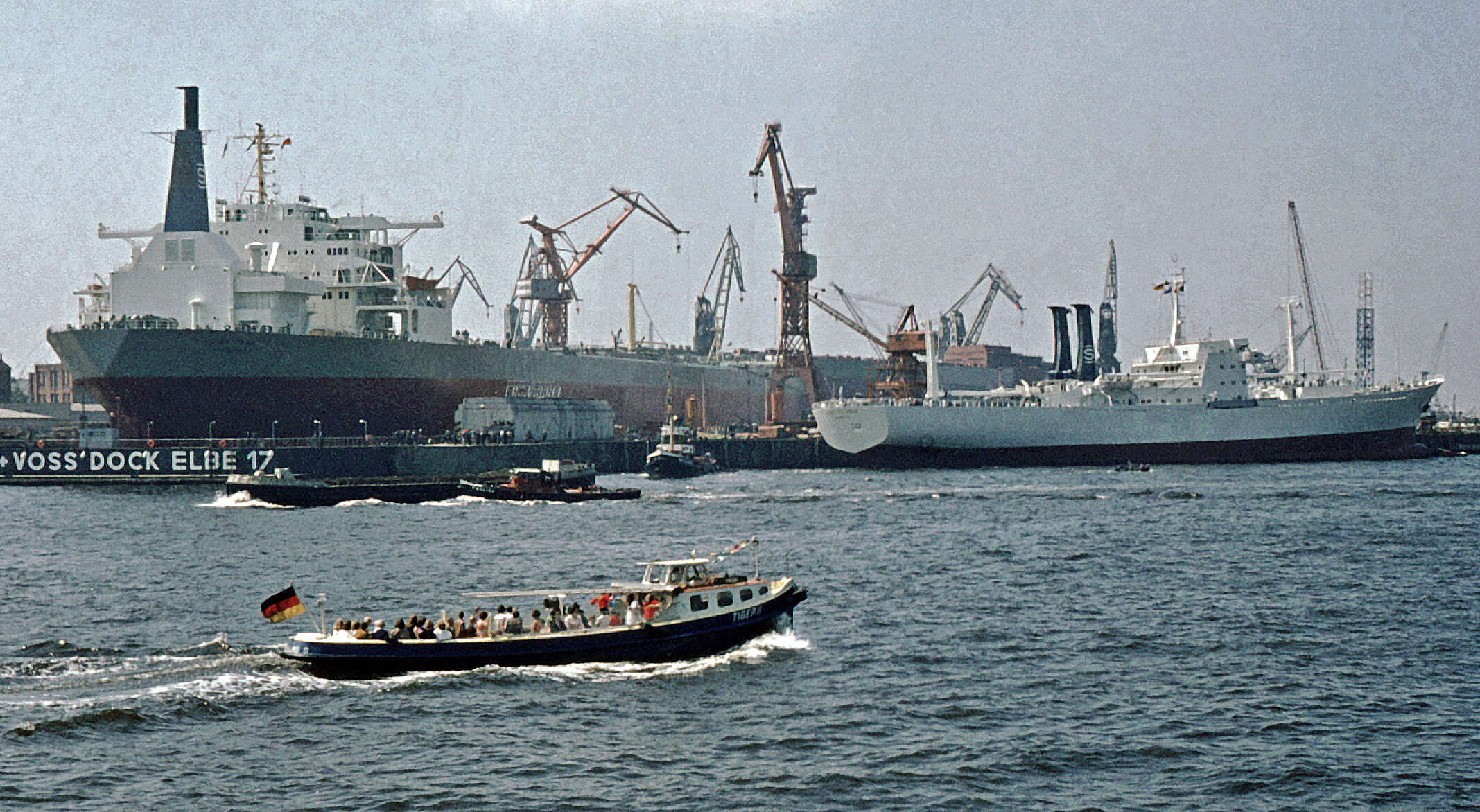
Salén-VLCC Sea Swan und die von Salén gecharterte Polar Ecuador 1973 in Hamburg

In den Nachkriegsjahren stieg Salén ins Tankreedereigeschäft ein. Bereits am Ende dieses Aufbaujahrzehnts war Salén zu einem der größeren Schifffahrtsunternehmen Schwedens geworden. Durch das rapide Wachstum der Tankerflotten, insbesondere in den 1960er und frühen 1970er Jahren wurde Salén in den folgenden Jahren zu Schwedens größtem Reedereiunternehmen.

### Trockenfrachtschiffe
Das erste Standbein Saléns, die traditionelle weltweite Stückgutfahrt war in den Jahren nach dem Zweiten Weltkrieg weitgehend eingestellt gewesen. Erst 1967 erwarb Salén die Reedereigruppe Rex, die sich in der Hauptsache (hauptsächlich mit älterer Tonnage) mit der Erz- und Massengutfahrt beschäftigte. Teil der Rex-Gruppe waren die Göteborgsrederierna Transoil, die Red AB Jamaika, sowie die Reederei Bratt/Götha, die ebenfalls in die Salén-Gruppe integriert wurden. Wenige Jahre später, 1970, kaufte Salén die traditionsreiche Reederei Poseidon, besser bekannt als Brodinrederierna.

### Fahrgastschiffe

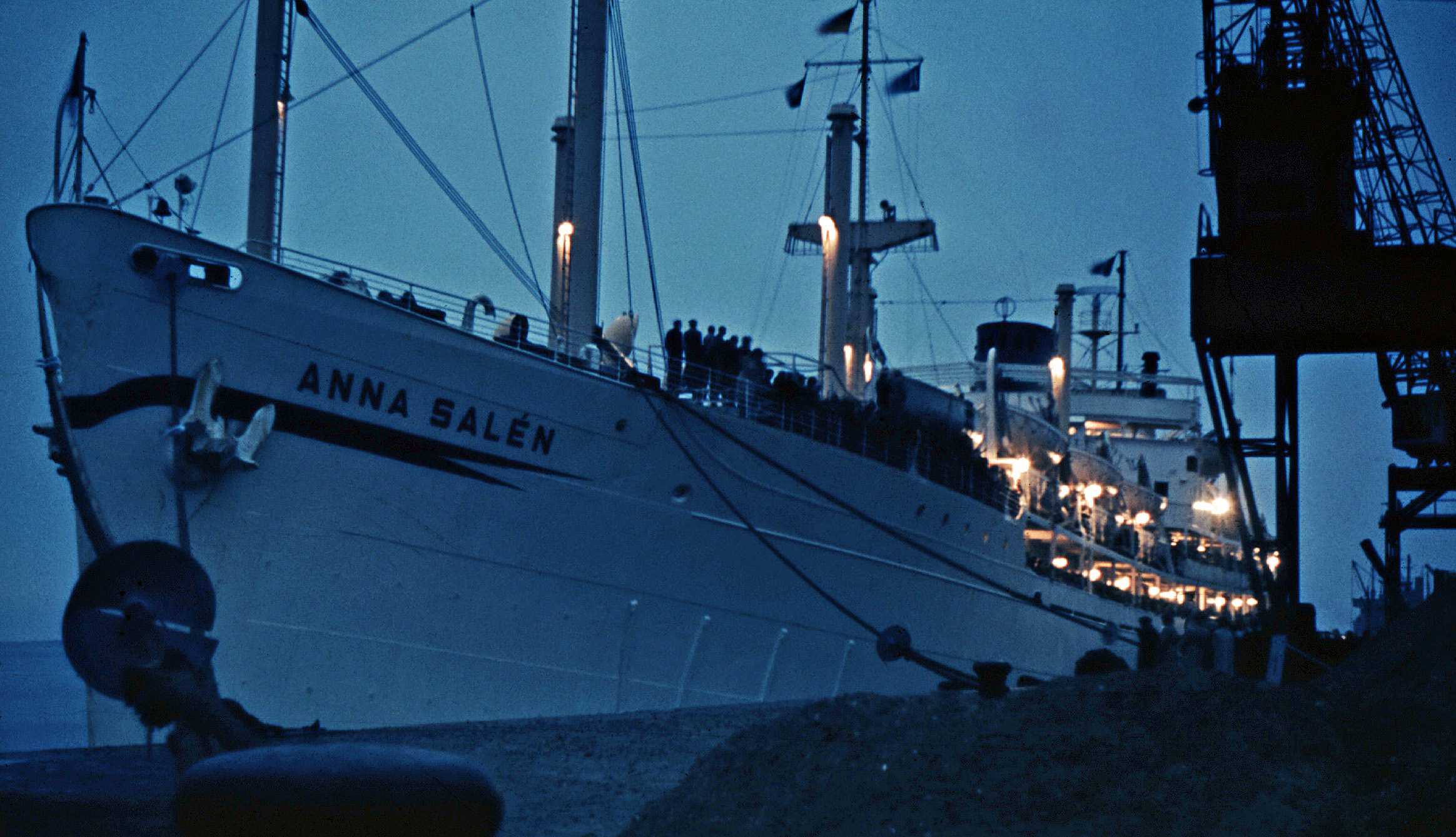
Anna Salén 1953 in Bremerhaven

Nach dem Krieg erwarb Salén in den Vereinigten Staaten das zum MAC-Schiff umgebaute C3-Schiff Archer, dessen Flugdeck entfernt wurde. Umgebaut zum Emigrantenschiff erhielt das Schiff den Namen Anna Salén. Das Passagierschiff wurde auf der Route zwischen Europa und Amerika sowie Australien eingesetzt und galt bei seiner Infahrtsetzung durch seine hohe Kapazität von rund 1500 Passagiere als eines der wichtigsten schwedischen Schiffe seiner Art.

### Schiffbau und -reparatur
Im Jahre 1942 erwarb Salén die Ekensbergs Werft von der Stockholms Rederi AB Svea und vergrößerte und modernisierte sie in den folgenden Jahren erheblich. 1970 kaufte sie auch die günstiger gelegene Finnboda Werft in Nacka von der Svea, stellte den Betrieb in Ekensbergs ein und erweiterte die Finnboda Werft so weit, dass dort Schiffe von bis zu 35.000 Tonnen gebaut werden konnten. 1971 kaufte man auch die Götaverken in Göteborg. In der Folge der Ölkrise von 1973 war Salén aber bereits 1974 gezwungen, Finnboda in die Götaverken einzugliedern. Drei Jahre später, 1977, wurde Götaverken von der staatlichen Svenska Varv übernommen, ebenso wie die Tochtergesellschaft Götaverken Finnboda AB.

### Ende
Nachdem schon die Tankerkrise der 1970er Jahre das Unternehmen in ernstzunehmende finanzielle Schieflage gebracht hatte, musste Salén durch die anschließende allgemein schlechte Schifffahrtskonjunktur der frühen 1980er Jahre am 19. Dezember 1984 Konkurs auf dem Bezirksgericht Stockholm anmelden. Die Vermögenswerte des Unternehmens, insbesondere die großteils recht modernen Schiffe und die umfangreichen Werft- (Öresundsvarvet) und Bohrinselbeteiligungen wurden zur Befriedigung der Gläubiger verkauft.
Die im Ausland registrierten Teile des Unternehmens waren vom Konkurs nur zum geringeren Teil betroffen. So ging mit der Reederei Cool Carriers beispielsweise ein bis heute bedeutendes Schifffahrtsunternehmen aus der Kühlschiffssparte Saléns hervor.